# Гуссенвиль (Валь-д’Уаз)
Гуссенвиль  (фр. Goussainville) — муниципалитет во Франции, в регионе Иль-де-Франс, департамент Валь-д'Уаз. Население — 30 388 человек (2006). Муниципалитет расположен на расстоянии около 20 км северо-восточнее Парижа, 30 км восточнее Сержи.

## Демография
Динамика населения (Ehess і INSEE):

## События
3 июня 1973 года над Гуссенвилем разбился советский сверхзвуковой авиалайнер Ту-144, разрушив 5 домов и погубив 8 человек на земле (все 6 человек в самолёте также погибли).